# Desportivo de Guadalupe
Desportivo de Guadalupe is een voetbalclub in Sao Tomé en Principe uit Guadalupe in het district Lobata. De club speelt in de eilandcompetitie van Sao Tomé,
waarvan de kampioen deelneemt aan het voetbalkampioenschap van Sao Tomé en Principe, de eindronde om de landstitel. Het tenue is blauw met geel.
In 1980 en 1981 werd CD Guadalupe eiland- en landskampioen, in 1981 werd bovendien allereerste editie van het bekertoernooi gewonnen. Daarna zakte de club weg en speelde een tijdje op het tweede niveau, in 2002/03 promoveerde de club terug en in 2009/10 werd degradatie ternauwernood voorkomen. In 2012 werd nog de landelijke bekerfinale gehaald, maar die werd met 0–1 verloren van Sporting do Príncipe. Omdat Sporting do Príncipe ook landskampioen werd, nam Desportivo de Guadalupe deel aan de CAF Confederation Cup 2013 waarin ze het moesten opnemen tegen US Bitam uit Gabon; de thuiswedstrijd ging met 0–5 verloren en in Gabon werd het zelfs 12–1 voor Bitam. Guadalupe was hierdoor uitgeschakeld.
In 2014 degradeerde Guadalupe naar het tweede niveau.
De club heeft ook een vrouwenteam, dat uitkomt in het vrouwenvoetbalkampioenschap van Sao Tomé en Principe.

## Erelijst
Landskampioen1980, 1981
Eilandkampioen1980, 1981
Bekerwinnaar1981
Eerste niveau: FC Aliança Nacional · Bairros Unidos FC · UD Correia · Folha Fede · Juba Diogo Simão · FC Neves · Praia Cruz · UDRA · Vitória FC · Santana FC
Tweede niveau: Agrosport · Amador · Guadalupe · Inter Bom-Bom · Desportivo Marítimo · Kê Morabeza · Oque d'El Rei · Porto Alegre · Ribeira Peixe · Trindade FC
Derde niveau: Andorinha Sport Club · Boavista · Desportivo Conde · Cruz Vermelha · Diogo Vaz · Otótó · Santa Margarida · Sporting São Tomé · UDESCAI · Varzim FC
Voormalige clubs: 6 de Setembro · Bela Vista · Os Dinâmicos ·  Palmar